# SK Mali Borištof
SK Mali Borištof, odnosno "nogometni klub Mali Borištof" je nogometni klub iz Austrije. 
Klub je oko kojeg se okupljaju gradišćanski Hrvati, hrvatska manjina u Austriji.
Klub je utemeljen 27. lipnja 1963. Točnije, klub je utemeljen te godine, ali je uslijedio prijekid rada, tako da klub neprekidno djeluje od 1977.
Svo ovo vrijeme, predsjednik kluba je Hanzi Karall.
Pored nogometnih, klub djeluje i u području kulture.

## Klupski uspjesi
- gradišćanskohrvatski nogometni kup: 2000.
- prvaci 2. lige B-skupna ( 2. razred B sredina):

Sudjelovali su u "1. razredu B sredina" do 2005/06., a onda su ispali u nižu ligu.
- gradišćansko prvenstvo u malom nogometu: doprvaci

## Vanjske poveznice
- 30 ljet SK Mali Borištof  Arhivirana inačica izvorne stranice od 13. srpnja 2011. (Wayback Machine) (na gradišćanskom hrvatskom)